# Faan
Faan, dialekt groningski t Foan – wieś w Holandii, w prowincji Groningen, w gminie Grootegast. 